# 윈필드 스콧 핸콕
윈필드 스콧 핸콕(Winfield Scott Hancock, 1824년 2월 14일 ~ 1886년 2월 9일)은 경력 미국의 육군 장교이자 1880년 미국 대통령 선거에서 민주당 후보였다. 그는 미국-멕시코 전쟁과 남북 전쟁에서 복무를 포함하여 4개의 10년 세월을 위하여 육군에서 구별을 가지고 복무하였다. 자신의 육군 동료들에게 "Hancock the Superb" (최고의 핸콕)으로 알려진 그는 1863년 게티즈버그 전투에서 북군의 장군으로서 자신의 개인적 리더십으로 특히 주목되었다. 하나의 군사 역사가는 "게티즈버그에서 아무 북군의 장군도 핸콕보다 더욱 완전히 그들의 존재의 순전한 힘으로 부하들을 지배하지 않았다."고 썼다. 또다른 글로서 "그의 전술적 기술은 그에게 '포토맥 군의 번개'로서 그를 알게 된 적들의 빠른 감탄을 그에게 얻게 하였다."고 써졌다. 핸콕이 군사적 남부의 재건과 서부전선에서 육군의 존재에 참가하면서 그의 군사 복무는 남북 전쟁 후에 지속되었다.
남북 전쟁이 끝난 후, 군인으로서 핸콕의 평판과 보수적 헌법의 원칙들로 그의 헌신은 그를 4년째 대통령 가능성으로 만들었다. 러더퍼드 B. 헤이스 대통령이 "만약 우리가 일반인에 대한 추정치를 작성한다면 군인으로서, 그리고 시민 생활에서 둘다 확실히 보이는 우리는 우선 그의 남자 다움, 그의 성실, 그의 순결, 그의 목적의 단일성과 그의 의무에 대한 비이기적인 헌신을 생각하며, 우리는 그가 순금을 통한 핸콕에 관하여 진실하게 말할 수 있다."고 말하면서 그의 저명한 성실은 시대의 부패에 대한 대위법이었다. 이 전국적인 인기는 민주당원들이 1880년 대통령을 위하여 그를 후보로 지명하는 데 이끌었다. 자신이 강한 대선 운동을 벌였어도 핸콕은 미국 역사상 일반 투표의 가장 가까운 차이로 공화당의 제임스 A. 가필드에게 패하였다.

## 어린 시절과 가족

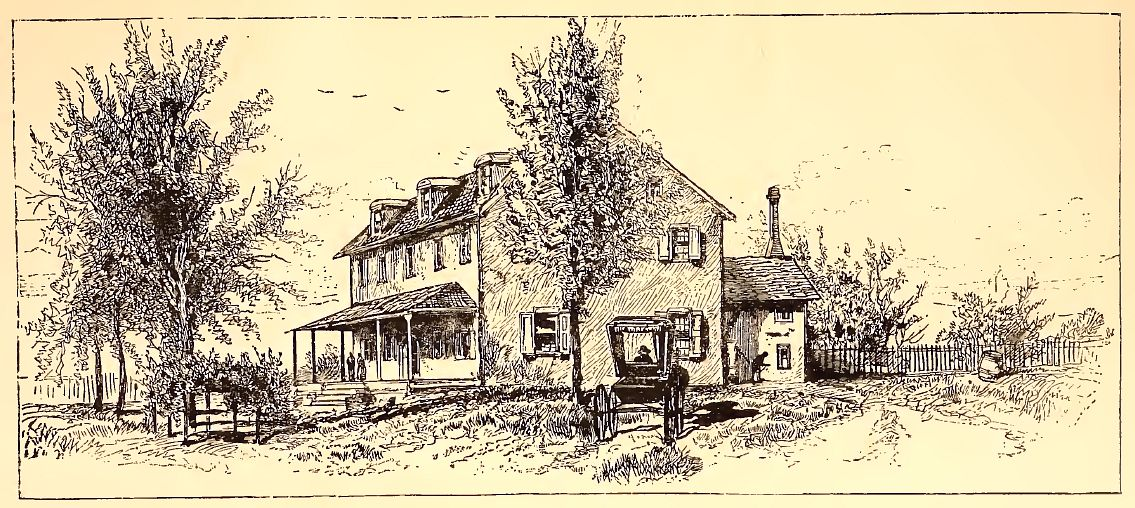
윈필드 스콧 핸콕의 생가

윈필드 스콧 핸콕과 그의 일란성 쌍둥이 동생 힐러리 베이커 핸콕은 오늘날 몽고메리 군구에 있는 필라델피아의 겨우 북서부의 작은 마을인 펜실베이니아주 몽고메리빌에서 태어났다. 쌍둥이 형제는 벤저민 프랭클린 핸콕과 엘리자베스 혹스워스 핸콕의 아들들이었다. 윈필드는 1812년 전쟁과 후에 미국-멕시코 전쟁에서 현저한 장군이자, 남북 전쟁에서 미국 육군의 사령관 윈필드 스콧의 이름을 따서 지어졌다.
핸콕과 혹스워스 가족들은 여러 세대 동안 몽고메리 카운티에서 살았으며, 잉글랜드, 스코틀랜드와 웨일스 계통들이었다. 부친 벤저민은 자신의 아들들이 태어났을 때 학교 교사였다. 그들의 탄생 몇년 후에 그는 가족을 노리스타운으로 이주시켜 법률을 실행하였다. 벤저민은 침례 교회의 집사였으며, 현명한 민주당원으로서 지방 자치 정부에 참가하였다.
핸콕은 처음에 노리스타운 아카데미에서 교육을 받았으나 1830년대 후반에 노리스타운에 처음 개교했던 공립 학교로 옮겨졌다. 1840년 지방 의원 조지프 포넌스는 웨스트포인트에서 미국 육군사관학교로 핸콕을 지명하였다. 웨스트포인트에서 핸콕의 진보는 평균적이었고, 1844년 졸업식에 그는 보병에 배정되었다.

## 군사 경력 시작

### 멕시코 전쟁
핸콕은 미국 보변 제6연대에서 명예 진급 소위로 임관되었고, 시초적으로 레드강 유역에 있는 인디언 영토에 주둔되었다. 지방은 당시 조용했고, 거기서 핸콕의 시간은 사건이 없었다. 1846년 멕시코 전쟁이 터지면서 핸콕은 앞자리를 확보하였다. 시초적으로 켄터키주에서 채용 업무들에 배정된 그는 자신의 상관들이 그를 그의 지위로부터 제대를 꺼리는 군인 등록에 매우 능숙하였다. 하지만 1847년 7월까지 핸콕은 그들이 자신의 이름이 따진 윈필드 스콧 장군에 의하여 지도된 군대의 일부를 구성했던 멕시코 푸에블라에서 자신의 연대에 입대하는 데 허락되었다.
스콧의 군대는 반대하지 않고 푸에블라부터 내륙으로 이동하였고, 남부로부터 멕시코시티를 공격하였다. 1847년 그 작전이 있던 동안 핸콕은 처음에 콘트레라스와 추루부스코에서 열린 전투에 마주쳤다. 그는 그 군사 행동들에 용감하고 공덕한 복무로 중위로 명예 진급되었다. 핸콕은 추루부스코에서 자신의 무릎에 상처를 입었고, 열이 났다. 몰리노 델 레이에서 자신의 연대를 이끄는 데 충분했어도, 자신의 일생의 나머지를 위히여 그가 후회할 일로 발열로 인하여 멕시코시티의 최종 돌파에 참여하지 못한 것이었다. 최종의 승리 후에 핸콕은 1848년 평화 조약이 맺어질 때까지 제6연대와 함께 멕시코에 남아있었다.

### 결혼 생활과 평시

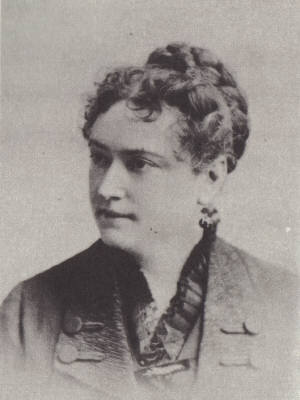
부인 앨미라 여사

핸콕은 대부분 미네소타주 포트스넬링과 미주리주 세인트루이스에서 육군 병참 장교와 부관으로서 여러 가지 임무를 맡았다. 세인트루이스에서 그는 앨미라 ("앨리") 러셀을 만나 1850년 1월 24일에 결혼하였다. 앨리는 2명의 자식들 - 러셀 (1850년)과 에이더 (1857년)를 낳았으나 그들은 둘다 자신들의 부모 전에 사망하였다. 핸콕은 1855년 대위로 진급되었고, 플로리다주 포트마이어스로 배정되었다. 핸콕의 어린 가족은 앨리 여사가 게시에 유일한 여성이었던 그의 새로운 직위로 그를 동행하였다.
플로리다주에서 핸콕의 순회는 제3차 세미놀 전쟁의 종말과 일치하였다. 그의 임무들은 주로 병참 장교의 부하들과 함께였고, 핸콕은 그 작전에 활동을 보지 않았다. 플로리아주에서 상황이 진정되기 시작하면서 핸콕은 캔자스주 포트레번워스로 재배정되었다. 그는 피 흘리는 캔자스의 당파 전쟁이 일어난 동안 서부에서, 몰몬 전쟁 후에 제6연대가 도착한 유타 영토에서 복무하였다. 그 충돌의 해결에 이어 핸콕은 1858년 11월 캘리포니아주 남부에 주둔되었다. 그는 거기에 남아 1861년 남북 전쟁이 터질 때까지 앨리 여사와 자식들에 의하여 가입되어 대위와 훗날의 남군의 장군 앨버트 시드니 아래 병참 장교로 복무하였다. 캘리포니아주에서 핸콕은 다수의 남군 장교들, 가장 상당히 버지니아주의 루이스 A. 아메스티드와 친해졌다. 핸콕이 미국 육군의 복무에 남아있던 동안 남북 전쟁의 발발에 아미스테드와 다른 남부인들은 남군에 입대하러 떠났다.

### 남북 전쟁

#### 포토맥 군에 입대

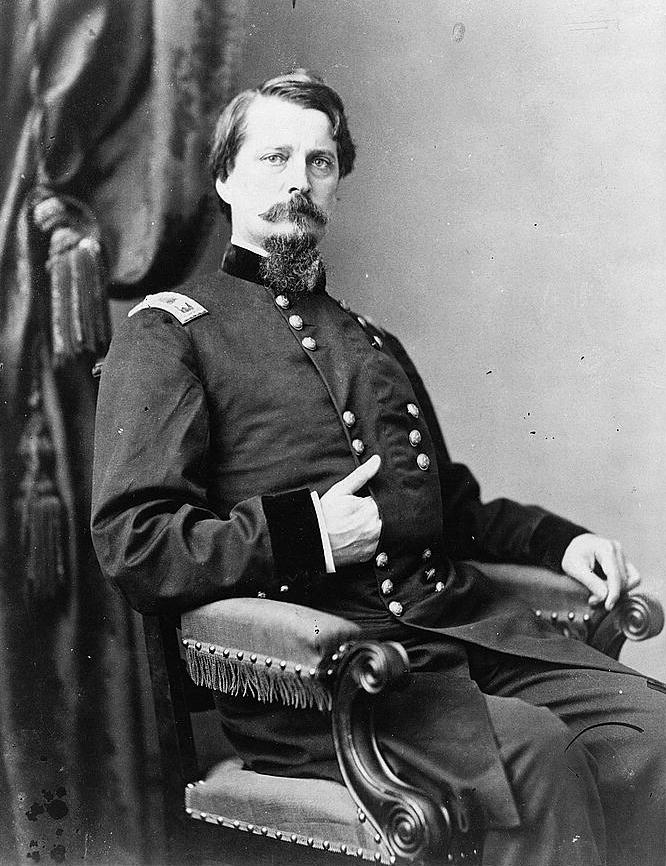
북군의 사령관으로서 핸콕

재빠르게 자라나는 북군의 병참 장교 임무들을 맡으는 데 핸콕은 동부로 돌아왔으나 1861년 9월 23일 준장으로 빠르게 진급되었고, 포토맥 군의 준장 윌리엄 F. 스미스의 사단에서 명령하는 데 보병 여단이 주어졌다. 그는 윌리엄스버그 전투에서 치명적인 반격을 이끌어 1862년 반도 전역에서 "Superb" (최고)라는 별명을 얻었고, 육군 사령관 조지 B. 매클렐런 소장은 "핸콕은 오늘 최고였다"며 그 별명이 붙었다는 것을 워싱턴 D. C.에 전신으로 알렸다. 매클렐런은 핸콕의 주도권을 통하여 따르지 않았지만 남군들은 괴롭히지 않고 철수되는 데 허용되었다.
앤티텀 전투에서 핸콕은 이 "피 흘리는 전투"에서 끔찍한 싸움에 이즈레일 B. 리처드슨 소장의 치명상에 이어 제1사단, 제2군단의 지휘를 맡았다. 핸콕과 그의 참모는 싸움터로 극적인 입구를 만들어 선켄 로드에 평행한 자신의 군대와 적군 사이에 질주하였다. 그의 부하들은 핸콕이 지친 남군들에 반격을 명령할 것이라고 추정하였으나 그는 자신의 직위를 보유하는 데 매클렐런으로부터 명령을 수행하였다. 그는 1862년 11월 29일에 의용병의 소장으로 진급되었다. 이어진 달에 프레더릭스버그 전투에서 머라이스 언덕에 비참한 공격에서 자신의 사단을 지도하였고, 복부에 상처를 입었다. 챈슬러즈빌 전투에서 그의 사단은 조지프 후커 소장의 철수를 감추었고 핸콕은 다시 상처를 입었다. 그의 군단 사령관 더리어스 N. 카우치 소장은 후커가 전투에서 취한 조치의 항의에 포토맥 군에서 이전하였고, 핸콕은 전쟁의 말기 직전까지 자신이 지도할 제2군단의 지휘를 맡았다.

#### 게티즈버그
핸콕의 가장 유명한 복무는 1863년 7월 1일부터 7월 3일까지 게티즈버그 전투에서 새로운 군단의 사령관으로서였다. 그의 친구 존 F. 레이놀즈 소장이 7월 1일 전사했을 때 포토맥 군의 새로운 사령관 조지 미드 소장 전장에 부대를 지휘하기 위해 앞서 상황을 평가하였다. 그러므로 핸콕은 육군의 제1·2·3·11 군단으로 이루어진 "좌익"의 일시적 사령부에 있었다. 이 일은 핸콕이 당시 게티즈버그에서 가장 상급 북군 사령관이 아니었기 때문에 그에 미드의 자신감을 보였다. 핸콕과 더 많은 상급 제11군단 사령관 올리버 O. 하워드 소장은 잠시 이 명령 배열에 관하여 주장하였으나 핸콕은 이겼고 그는 상급의 남군이 제1과 제11군단들을 타운을 통하여 다시 몰아내면서 세머터리힐에 북군의 방어들을 결성하였다. 그는 군대를 철수시키는 데 미드로부터 권위를 가져 게티즈버그에서 서서 싸우는 데 결정을 위하여 책임이 있었다. 미드는 밤중 후에 도착하였고, 전체 명령이 그에게 돌아갔다.
7월 2일 남군의 장군 로버트 E. 리가 선의 양끝에 공격을 발포했던 동안 핸콕의 제2군단은 북군의 선의 중앙에 거칠게 세머터리힐에 위치하였다. 북군의 좌익에 제임스 롱스트리트 중장의 공격이 제3군단을 박살내었고, 휘트필드 전투에서 북군을 강화하는 데 존 C. 콜드웰 준장 아래 자신의 제1사단을 보냈다. A. P. 힐스 중장의 군단들이 북군의 중앙을 향한 공격을 지속하면서 핸콕은 방어를 모으고 자신의 부대를 중요한 지점으로 돌진시켰다. 하나의 유명한 사건에서 그는 전진하여 그 여단의 크기 4배로 남군 여단을 공격하는 데 명령을 내려 미네소타 제1 연대를 바쳐 87 퍼센트의 사상자를 입는 원인을 일으켰다. 연대에 비용이 들었던 동안 이 영웅적 희생은 방어선을 결성하는 데 시간을 가져왔고 북군을 위한 하루를 아꼈다.
7월 3일 핸콕은 세머터리리지에 자신의 직위를 지속하여 피켓의 돌격의 정면을 지르었다. 보병 공격을 앞선 대량의 남군 포병대의 폭격이 있던 동안 핸콕은 자신의 군대를 검토하고 격려에 말을 타고 눈에 띄었다. 그의 부하들 중 한명이 "장군님, 제발 엎드리세요. 다치시면 안됩니다."라고 건의했을 때 핸콕은 "지금은 사령관의 목숨을 돌볼 때가 아니다."고 응답하였다. 보병 공격이 있던 동안 조지 피켓 소장의 사단에서 여단을 이끈 그의 옛 친구 루이스 M. 아미스티드 준장은 상처를 입고 이틀 후에 사망하였다. 핸콕은 나무 조각과 큰 구부러진 못과 더불어 자신의 안장을 쳐 오른쪽 허벅지 내부로 들어간 총알에 의한 심각한 부상으로 자신이 상처를 입었기 때분에 자신의 친구와 만날 수 없었다. 측근들에 의하여 자신의 말로부터 도움을 받고, 피를 굳히는 데 지혈대가 적용된 상태에서 그는 직접 안장 못을 빼내었고, 출처를 착각하여 "그것들은 자신들이 그런 발포를 던질 때 탄약을 위하여 열심히 해야한다"고 비틀거렸다. 아미스티드의 치명상의 소식은 그의 부하 헨리 H. 빙엄 대위에 의하여 핸콕에게 전달되었다. 이 통증에 불구하고, 핸콕은 전투가 해결되었을 때까지 뒤로 대피를 거부하였다. 후에 핸콕은 "... 그 거대하고 결정적 승리에 그의 용감하고 공로하며 눈에 띄는 몫"으로 미국 의회의 감사함을 받았다.

#### 버지니아와 전쟁의 종말

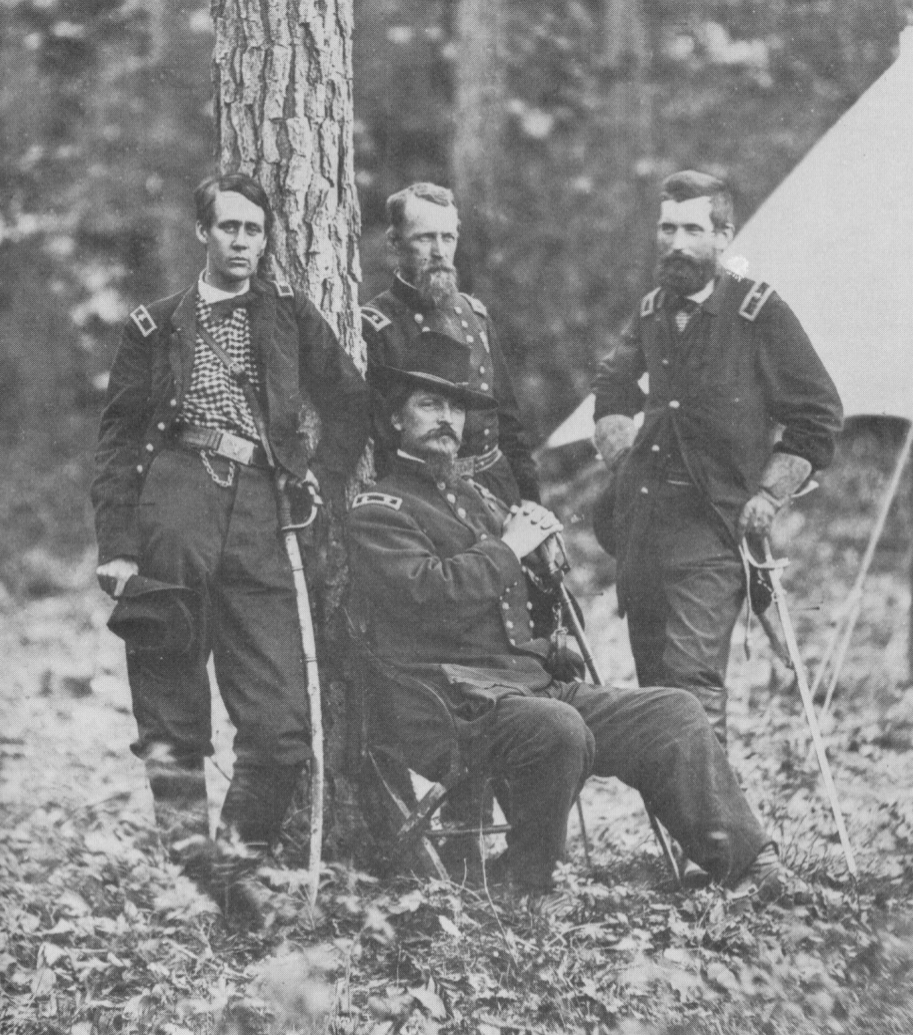
오버랜드 회전이 있던 동안 자신의 사단 지휘관들 - 프랜시스 C. 발로, 데이비드 B. 버니와 존 기븐에 의하여 둘러싸인 핸콕

핸콕은 전쟁의 나머지를 위하여 자신의 게티즈버그 상처의 영향으로 고통을 받았다. 노리스타운에서 회복 후, 그는 겨울에 신병 모집 복무들을 수행하였고, 봄에 1864년 율리시스 S. 그랜트 중장의 오버랜드 회전을 위하여 제2군단의 전장 지휘로 복귀하였으나 완전한 이동성과 자신의 이전의 젊은 동력을 다시 얻을 수 없었다. 그럼에 불구하고, 그는 황야의 전투에서 잘 수행하였고, 스포칠베이니아 코트 하우스의 전투에서 "피흘리는 구석"에 뮬슈의 위독한 획기적인 공격을 지휘하여 스톤월 잭슨의 남군 사단을 손상시켰다. 그의 군단은 콜드하버에서 그랜트가 명령을 내린 무익한 폭행이 있던 동안 엄청난 손실을 입었다.
그랜트의 군대가 제임스강을 건너는 데 리의 군대를 지나쳐 미끄러졌을 때 핸콕은 자신이 전쟁을 끝낼 것 같은 것에서 직위에 자신을 찾았다. 그의 군단은 가볍게 보유된 피트서버그 방어선들에 스미스 장군의 공격을 지지하러 도착하였으나 그는 스미스가 전쟁터를 알았고 하루종일 전장에 있었으며 남군의 선들이 강화되기 전에 아무 상당한 공격들이 이루어지지 않았기 때문에 그는 스미스의 아이디어를 연기하였다. 전쟁의 거대한 기회들 중에 하나가 잃어졌다. 딥보텀에서 공격들에 그의 군단이 참여한 후, 핸콕은 정규군에서 준장으로 진급되어 1864년 8월 13일에 효과적이 되었다.
핸콕의 단 하나의 상당한 패배는 피터스버그의 포위 공격이 있던 동안 일어났다. 그의 제2군단은 웰든 철도를 따라 도시의 남부로 이동하여 통로를 찢었다. 8월 25일 남군의 헨리 헤스 중장이 림스역에서 잘못된 북군의 위치를 공격하여 넘어 제2군단을 손상시켜 많은 포로들을 사로 잡았다. 해처스런에서 이후의 승리에 불구하고, 림스역의 굴욕은 그의 게티즈버그 상처의 느린 효과들과 더불어 11월 야전 사령관을 포기하는 데 그의 결정으로 공헌하였다. 그는 40,000명 이상의 사상자를 입은 것에 1년 후에 제2군단을 떠났으나 상당한 군사 승리들을 거두었다. 그의 첫 배정은 의식적 베테랑 제1단을 지휘하는 것이었다. 그는 더 많은 모집을 수행하였고, 중앙부를 지위하였으며 이제 조용한 셰넌도어 계곡에서 군사의 지휘에 필립 셰리든 중장을 교체시켰다. 유요한 1865년 3월 13일 스포칠베이니아에서 자신의 복무로 그는 정규군에서 명예 중장으로 진급되었다.

## 전쟁 이후의 군사 복무

### 링컨의 암살자들의 재판

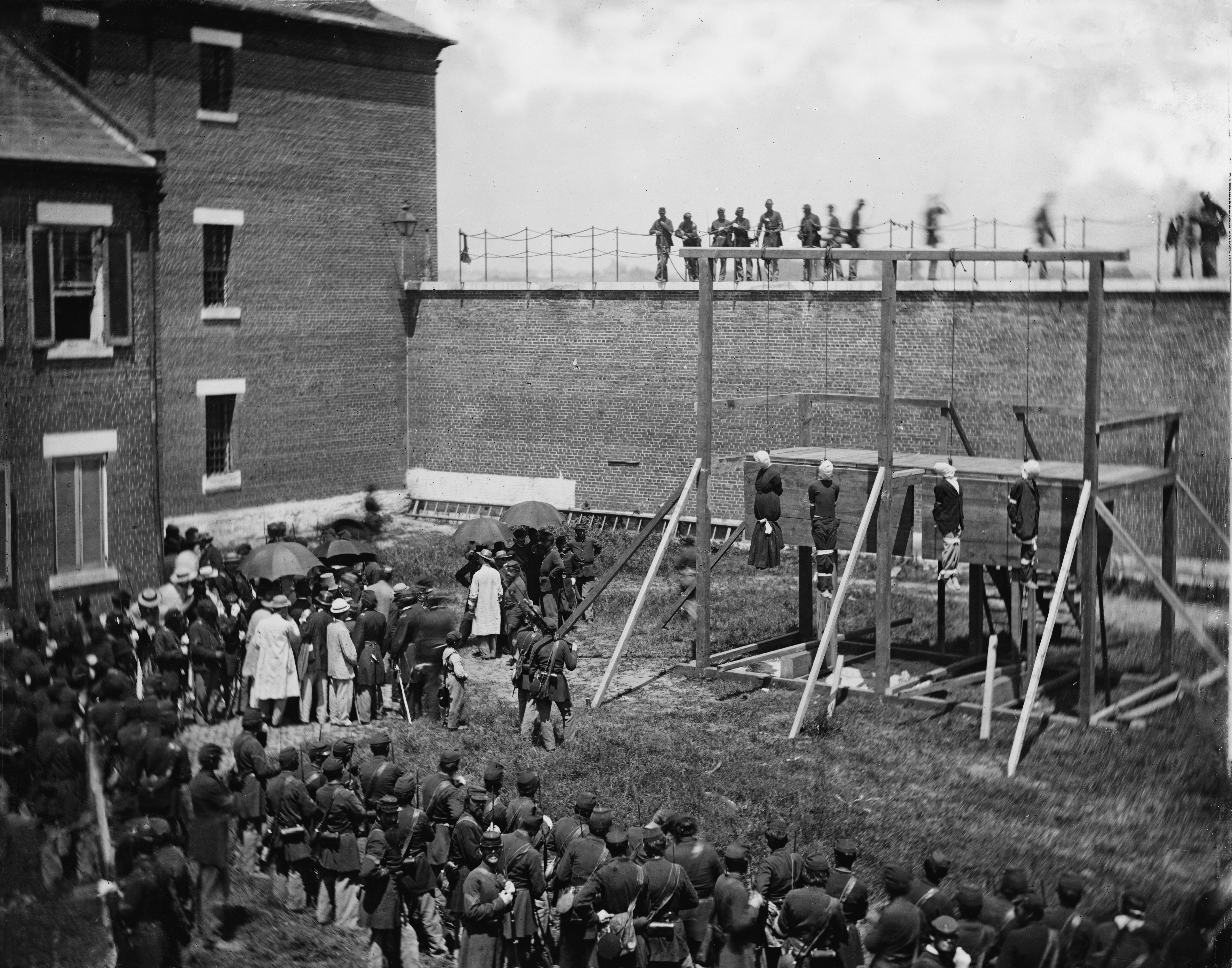
링컨 암살 공모자들의 사형 (1865년 7월 7일)

전쟁의 말기에 핸콕은 링컨 암살 공모자들의 사형을 감독하는 데 할당되었다. 1865년 4월 14일 에이브러햄 링컨 대통령이 암살되었고, 그해 5월 9일까지 군사 워원회는 피고인을 재판하기 위하여 소집되었다. 사실상 암살범 존 윌크스 부스는 이미 사망했으나 그의 공동 공모자들의 재판이 빠르게 시작되어 유죄 판결들에 결과를 가져왔다. 앤드루 존슨 대통령은 7월 7일 사형이 수행되는 데 명령을 내렸다. 핸콕은 사형 선고를 받은 자들의 사형을 감독하는 데 지시를 받았다. 어떤 덜 잘린 공모자들, 특히 메리 서랫을 사형시키는 데 다루기 힘들었어도 핸콕은 그의 명령들을 수행하여 후에 "모든 군인은 내가 비슷한 상황 아래 한 것처럼 행동할 수 밖에 없다."는 것을 썼다.

### 대초원에 복무
사형이 있던 후에 핸콕은 볼티모어에 기지를 두어 새롭게 결성된 중앙 군사부의 명령을 받았다. 1866년 그랜트의 추천에 핸콕은 소장으로 진급되었고, 그해 후순에 미주리주, 캔자스주, 콜로라도주와 뉴멕시코주를 포함했던 미주리 군사부의 지휘로 배정되었다. 핸콕은 포트레번워스로 보고하여 자신의 새로운 지위 임명을 차지하였다. 도착한 곧 후에 그는 샌드크리크 학살 이래 관계들이 악화된 자들과 함께 샤이엔족과 수족과 함께 협상하는 데 원정을 이끄는 데 윌리엄 T. 셔먼 장군에 의하여 지정되었다. 협상들은 시작이 나빴고, 핸콕이 샤이엔족의 마을을 불태우는 명령을 내린 후에 관계는 원정이 시작되었던 때보다 악화되었다. 양쪽에 약간의 손실이 있었으나 사명은 성공적으로 불릴 수 없었다. 휴가 없이 결석을 지낸 군 법원에 커스터의 유죄 판결에 결과를 가져온 핸콕과 그의 부하들 중의 하나인 조지 암스트롱 커스터 중령 사이에 어떤 불동의가 있었다.

### 재건
서부에서 핸콕의 시간은 잠시였다. 재건 아래 공화당원 장군들이 남부를 다스리고 있던 방향과 행복하지 않았던 존슨 대통령은 그들을 위한 대체들을 수색하였다. 존슨을 가장 모욕했던 장군은 필립 셰리든이었고 존슨은 핸콕과 셰리든의 과제들을 바꾸는 데 곧 그랜트 장군에게 명령을 내려 민주당원 핸콕이 존슨의 취향에 맞게 스타일에 다스릴 것을 믿었다. 그 누구도 변화와 함께 기쁘지 않았어도 셰리든은 포트레번워스에, 핸콕은 뉴올리언스에 보고하였다.
핸콕의 새로운 과제는 5번째 군사 구역의 담당에 자신을 찾아 텍사스주와 루이지애나주를 에워 쌌다. 거의 도착하자 마자, 핸콕은 1867년 11월 29일 자신의 일반 명령 40 번을 발표하면서 백인의 보수적 인구와 함께 자신을 마음에 들게 하였다. 뉴올리언스로 여행을 떠난 동안 쓰여진 그 명령에 핸콕은 존슨 대통령의 정책들의 성원에 감정을 표현하여 만약 구역의 거주민들이 평화적으로 자신들을 지휘하였고, 민간 공무원들이 자신들의 임무들을 수행한다면, 그러고나서 "군사 권력이 지도하는 데 멈추고, 민간 행정부가 자연스럽고 정당한 지배권을 재개해야 한다"고 썼다. 핸콕의 명령은 더욱 빠르게 민간 정부로 돌아오는 것을 희망한 남부를 가로질러 백인 민주당원들을 격려하였으나 보수적인 백인 지배의 전뇌 방향으로 복귀를 두려워한 남부에서 흑인과 공화당원들을 불편하게 하였다.
핸콕의 일반 명령 40 번은 존슨 대통령이 진심으로 찬성했던 동안 빠르게 워싱턴 D. C.에서 공화당원들, 특히 급진파들에 의하여 빠르게 저주를 받았다. 또한 공개 반란이 진압 될 것임을 알린 동안 워싱턴 D. C.에서 상황에 신경쓰지 않은 핸콕은 곧 자신의 말들을 행동에 놓아 선거와 법원 판결을 뒤집는 데 자신의 권력을 이용하는 데 지방 공화당 정치인들의 요청들을 거부하였다. 민주당 안에서 핸콕의 인기는 자신이 1868년 선거에서 그 당을 위하여 가능성 있는 대통령 후보 지명자로 숙고된 어느 정도로 자라났다. 핸콕이 1868년 전당 대회에서 상당한 다수의 대표단들을 수집하였어도 그의 대통령직 가능성들은 성취되지 않았다. 비록 그렇다 하더라도 그는 정치에서 희기 품종, 주들의 권리와 제한된 정부의 민주당 원칙들, 그러나 반분리주의자 정서는 실현 불가였다는 것을 믿은 자로서 이후에 확인되었다.

### 대초원으로 돌아오며
그랜트 장군의 1868년 대통령 선거 승리에 이어 공화당원들은 워싱턴 D. C.에서 확고하게 담당하였다. 결과로서 핸콕은 다시 한번 자신이 옮겨진 것을 찾아냈으며 이번에는 남부를 재건하는 민감한 과제에서 벗어나 다코타 담당부였던 상대적 역류로 들어갔다. 다코타 담당부는 미네소타주, 몬태나주와 다코타 지방을 걸쳤다. 자신의 이전 서부 지휘에서 있던 것처럼 핸콕은 인디언의 추장들의 회의와 함께 시작하였으나 이번에는 평화적인 의지를 설립에서 더욱 성공적이었다. 하지만 육군의 원정이 블랙피트 네이션에 학살을 일으켜 관계는 악화되었다. 수족과 관계는 또한 래러미 요새 조약의 위반에서 블랙힐스로 백인들의 잠식의 결화로서 논쟁이 되었다. 아직도 당분간 전쟁은 피했고, 핸콕의 지휘의 대부분은 평화적이었다.

### 동부에서 지휘와 정치적 야망
1872년 미드 장군이 사망하여 핸콕을 육군의 상급 소장으로 놔두었다. 이 일은 그에게 더 눈에 띄는 명령을 부여하였고, 여전히 그를 직위에서 지키는 데 원했던 그랜트 대통령은 그를 뉴욕 거버너스섬에 본부를 둔 대서양 담당부의 지휘에 배정시켰다. 광대한 부서는 국가의 정착된 북동부 지역을 걸쳤고, 하나의 예외와 함께 군사적으로 사건이 없었다. 예외는 1877년 대철도 파업에 육군의 연루였다. 철도 노동자들이 임금 삭감을 항의하는 데 파업에 들어갔을 때 국가의 교통 제도는 마비되었다. 펜실베이니아주, 웨스트버지니아주와 메릴랜드주의 지사들은 헤이스 대통령에게 철도를 다시 여는 데 연방군을 요청하도록 의문하였다. 한번 연방군들이 도시들에 들어가면서 파업 노동자들의 대부분은 서서히 사라졌으나 어떤 폭력적인 충돌들이 있었다.
핸콕이 뉴욕에 주둔된 동안 항상 그는 자신의 정치적 야망을 유지하는 데 최선을 다하였다. 그는 1876년 민주당 전당 대회에서 어떤 투표들을 받았으나 뉴욕주 지사 새뮤얼 J. 틸던이 두번째 비밀 투표를 휩쓸면서 전혀 심각한 경쟁자가 아니었다. 공화당 후보 러더퍼드 B. 헤이스가 선거를 이겼고, 핸콕은 1880년 자신의 야망을 다시 집중하였다. 1876년의 선거 위기와 1877년 재건으로 후속 종말은 많은 관찰자들을 1880년 선거가 민주당원들에게 세대에서 승리에 그들의 최고 기회를 줄 것을 설득시켰다.

## 1880년 선거

### 민주당 전당 대회

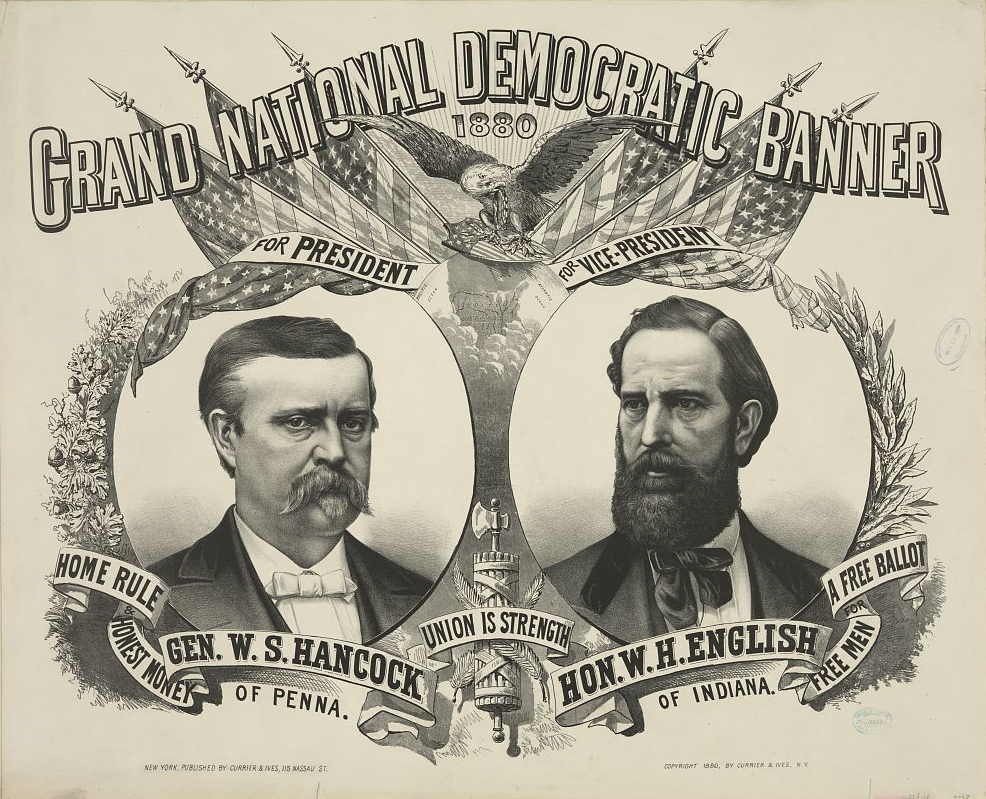
핸콕과 윌리엄 헤이든 잉글리시의 1880년 대선 운동 포스터

핸콕의 이름은 대통령을 위한 민주당 후보 지명을 위하여 몇번이나 제안되었다. 하지만 1880년 핸콕의 기회들은 향상되었다. 헤이스 대통령은 두번째 기간을 위하여 나가지 않기로 약속하였고, 이전의 민주당 후보 지명자 틸던은 안 좋은 건강 상태의 이유로 다시 나가는 데 거절하였다. 핸콕은 후보 지명을 위한 토머스 A. 헨드릭스, 앨런 G. 서먼, 스티븐 존슨 필드와 토머스 F. 베이어드를 포함한 몇명의 경쟁자들을 향하였다. 핸콕의 화폐 문제에 중립성과 남부에서 그의 지속적인 지원은 아무 다른 후보보다 더욱 많은 전국적 지원을 가졌다는 것을 의미하였다. 1880년 6월 신시내티에서 민주당 전당 대회가 소집되었을 때 핸콕은 첫 비밀 투표에 지도적이었으나 다수를 가지지 않았다. 두번째 비밀 투표에 의하여 핸콕은 필요한 3 분의 2를 받았고, 인디애나주의 윌리엄 헤이든 잉글리시가 그의 러닝메이트로 선택되었다.

### 가필드를 상대로 선거 운동

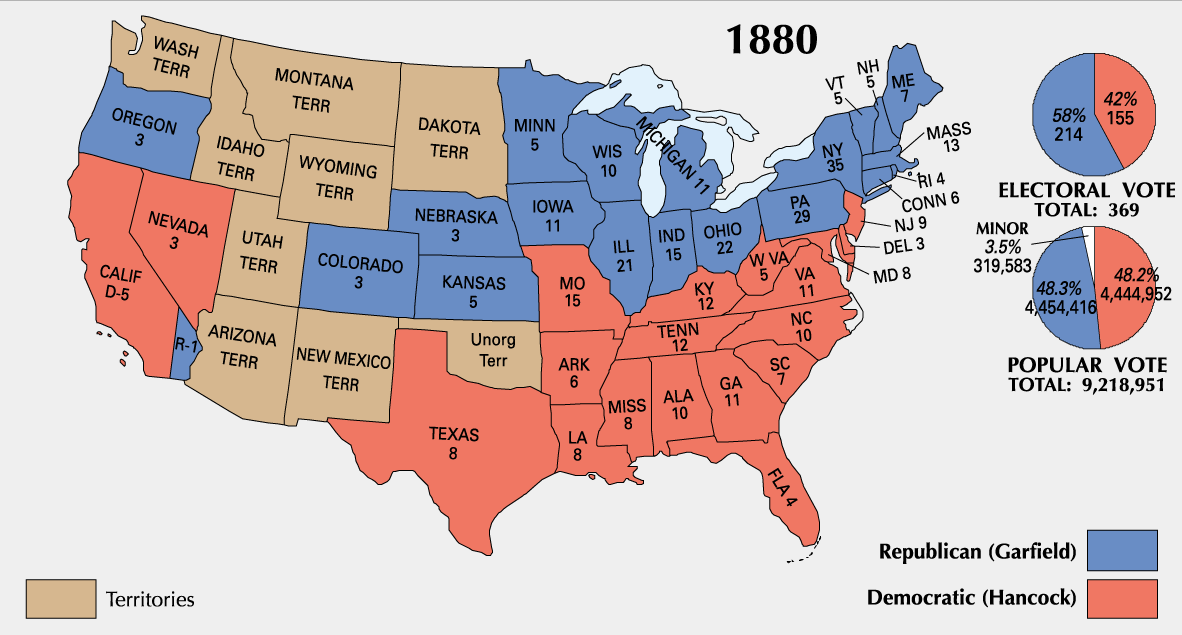
제임스 A. 가필드와 핸콕 사이의 1880년 미국 대통령 선거 결과를 보여주는 지도

공화당원들은 오하이오주에서 온 의원이자 실력있는 정치인 제임스 A. 가필드를 지명하였다. 핸콕과 민주당원들은 견고한 남부를 획득하는 데 기대하였으나 선거를 이기는 데 자신들의 총수로 약간의 북부의 주들을 추가하는 데 필요하였다. 당들 사이에 실용적인 차이들은 약간이었고, 공화당원들은 핸콕의 영웅적 평판 때문에 그를 직접 공격하는 데 꺼려했다. 공화당원들이 이용할 수 있었던 하나의 정책 차이는 "수익 만에 대한 관세"를 보증하는 민주당의 정강 선언에 있는 진술이었다. 가필드의 선거 운동자들은 민주당원들을 높은 보호 관세에 의하여 혜택을 받을 단체인 산업 노동자들의 상태로 동점심이 없는 것으로 칠하는 데 이 진술을 이용하였다. 민주당의 다수를 설립에서 본질적이었던 산업화된 북부의 주들에서 관세 문제는 민주당의 성원을 끊었다. 말기에 민주당원들과 핸콕은 뉴저지주를 제외하고 자신들이 목표를 삼은 아무 북부의 주들을 획득하는 데 실패하였다. 10,000개 미만의 투표가 후보자를 분리한 일반 투표는 미국 역사상 가장 가까웠으나 가필드가 214 대 155의 완고한 선거인단 다수를 가졌다.

## 이후의 생애
핸콕은 보폭에 자신의 선거인단 패배를 가져갔고, 가필드의 취임식에 참석하였다. 선거에 이어 핸콕은 대서양 담당부에 사령관으로서 계속 수행하였다. 그는 1881년 국가 소총 협회의 회장으로 선출되었고, "국가 소총 협회의 목적은 그것이 혁명의 세월 만큼 널리 퍼져 무기의 이용에 실력을 만들면서 국가의 군사력을 증가시키는 것이다."라고 설명하였다. 그는 1879년부터 1886년 자신의 사망까지 미국 충성 군단 군사 명령 보훈 기구의 최고 사령관이었다. 그는 1867년에 발간된 〈인디언 정세에 W. S. 핸콕 소장의 보고들〉의 저자였다. 핸콕의 마지막 주요 공개적 출연은 자신이 게티즈버그로 그해 덜 홍보된 여행을 이루었어도 1885년 그랜트 대통령의 장례식을 주재하는 것이었다.
1886년 2월 9일 자신의 92세 생일을 5일 앞둔 채 거버너스섬에서 당뇨병의 합병증으로 사망하였다. 그는 펜실베이니아주 노리스타운에 있는 몽고메리 묘지에 안장되었다. 그는 두 자녀보다 오래 살았어도 그는 그의 아들 러셀이 둔 3명의 손자, 손녀들에 의하여 생존되었다. 1887년 핸콕의 부인 앨미라 여사는 〈윈필드 스콧 핸콕의 회고담〉을 출판하였다.

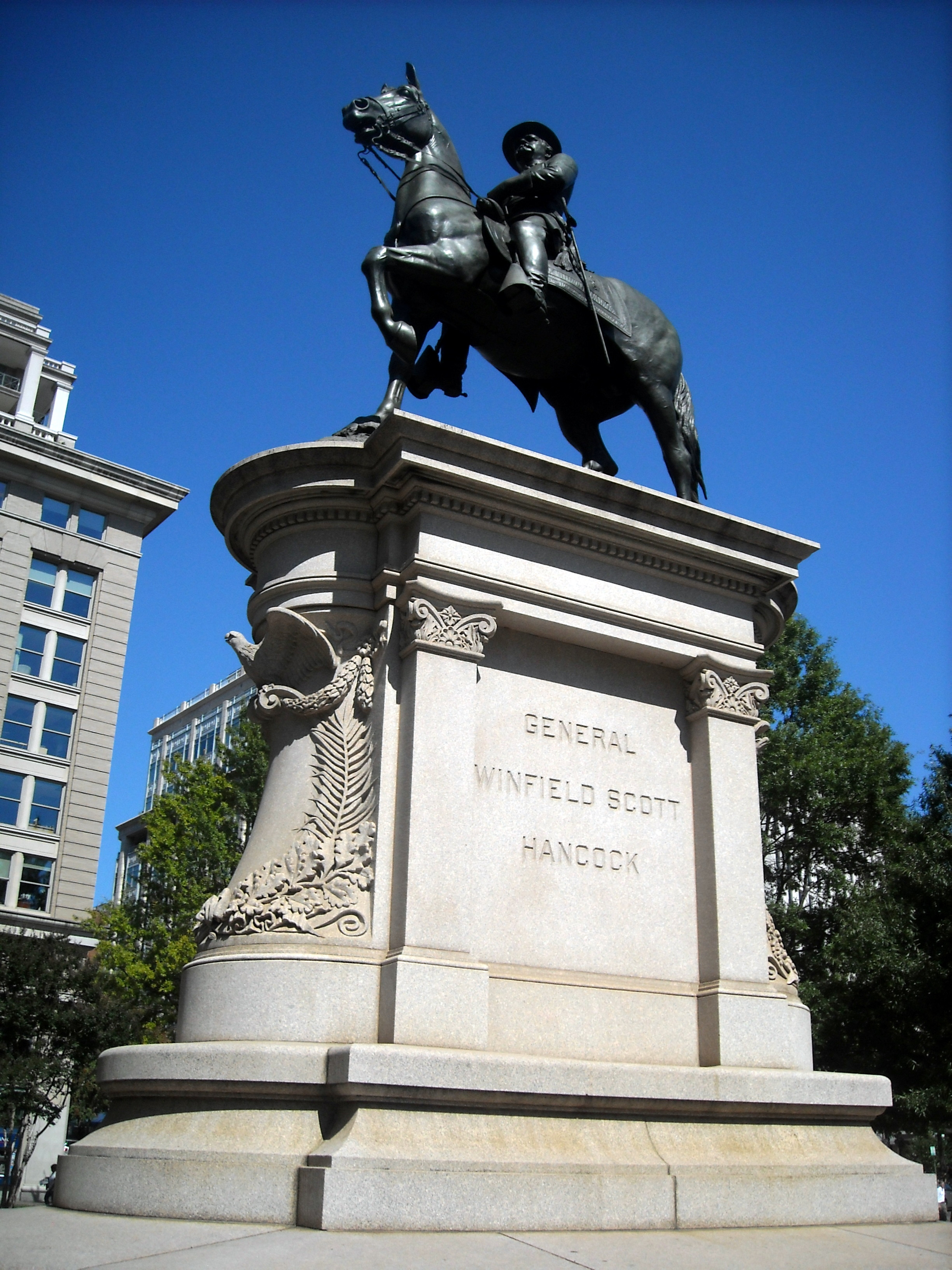
워싱턴 D. C.에 있는 핸콕의 기마상

## 유산
윈필드 스콧 핸콕은 다수의 동상들에 기념되었다. -
- 게티즈버그 전쟁터에 이스트 세머터리 힐에 놓인 기마상

- 게티즈버그에 있는 펜실베이니아 기념관의 일부로서 조각상

- 게티즈버그에서 뉴욕주 기념에 피켓의 돌격이 있던 동안 핸콕의 상처를 입음을 대표하는 고부조

- 워싱턴 D. C.에서 펜실베이니아 애비뉴와 7번가 사이에 마켓 스퀘어에 있는 기마상

- 필라델피아 페어마운트 파크에 있는 스미스 남북 전쟁 기념비의 정상에 기마상

- 조각가 제임스 윌슨 알렉산더 맥도널드에 의하여 뉴욕 핸콕 스퀘어에 있는 기념비적 청동 흉상

## 역대 선거 결과
| 선거명      | 직책명        | 대수 | 정당   | 득표율 | 득표수 (선거인단)   | 결과 | 당락 |
| ----------- | ------------- | ---- | ------ | ------ | ------------------- | ---- | ---- |
| 1880년 선거 | 미국의 대통령 | 20대 | 민주당 | 48.25% | 4,444,260표 (155명) | 2위  | 낙선 |